# Christoph Opitz
Christoph Opitz (* 5. Juni 1815 in Dobra bei Schmölln; † 4. Oktober 1885 in Grünberg bei Schmölln, ehemals Herzogtum Sachsen-Altenburg, jetzt Thüringen) war ein deutscher Orgelbauer.

## Leben

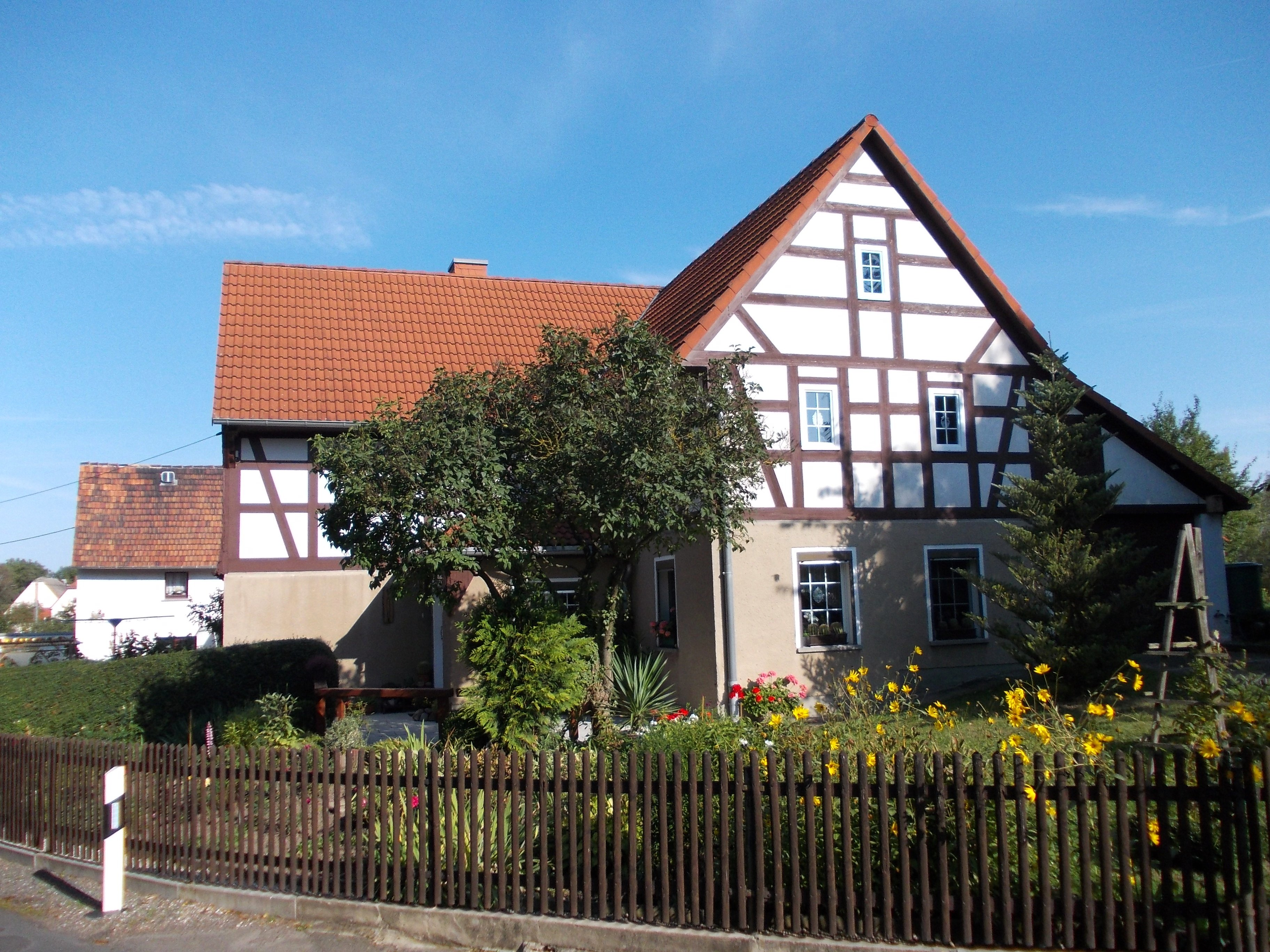
Geburts- und Wohnhaus von Christoph Opitz in Dobra

Christoph Opitz wurde als sechstes Kind und vierter Sohn des Tagelöhners und Handarbeiters Hanns Opitz geboren. In ärmlichen Verhältnissen aufwachsend, verließ er jedoch durch die Einsicht der Eltern, dass ein Herauskommen aus den einfachen Verhältnissen nur durch gute Bildung und Erziehung möglich war, 1829 die Schule mit einem sehr guten Schulzeugnis. Seine Lehrzeit absolvierte er bei Johann Hartmann Bernhard in der Nähe von Alsfeld in Hessen. Nach dessen Tod 1839 vollendete er zusammen mit einem Kollegen die Orgel von Ober-Hörgern.
Danach machte er sich in seinem Heimatort Dobra selbständig. 1842 und 1843 sind in der Region um Dobra Reparaturen nachgewiesen, 1844 der erste Neubauauftrag in Mehna. 1846 erweiterte er das viel zu kleine Wohnhaus seiner Eltern, welches auch die Werkstatt beherbergte. Im gleichen Jahr heiratete er Christine Strauß aus dem benachbarten Mohlis und wurde im Trauzeugnis als Orgel- und Instrumentenbauer und Gutsbesitzer (bei 738 m² wohl eine Übertreibung) erwähnt. Aber erst 1854 wurde Opitz als Hauseigentümer aufgeführt. Am 25. November 1846 wurde das erste Kind – Amalia – geboren. Zu diesem Zeitpunkt hatte er bereits drei neue Orgeln erbaut. Er muss gute Referenzen gehabt haben, um zusammen mit einem guten Preis und guter Arbeit in das Gebiet des Orgelbauers Poppe in Altenburg eindringen zu können. Auch schien er das Wohlwollen von Gutachtern, Kirchgemeinden und Kirchenverwaltung gewonnen zu haben, ohne die kaum Aufträge zu gewinnen waren. 1848 beschäftigte er zwei Gesellen. 1848 wurde sein Sohn Edmund geboren, 1849 Emil, der aber nur einige Monate alt wurde, 1851 Bruno. Seine zwei Söhne erlernten bei ihm das Orgelbauhandwerk und übten es auch aus.
Christoph Opitz setzte seinem Leben am 4. Oktober 1885 im Alter von 70 Jahren in der „Flur zu Grünberg“ südlich von Schmölln durch Suizid ein Ende, nachdem seine Frau bereits 1883 gestorben war. Sein Sohn Edmund gab bereits 1882 das Haus seiner Eltern an einen Tagelöhner ab, nachdem er 1881 ein anderes Haus gekauft hatte, welches er 1883 in eine Gastwirtschaft umwandelte. 1880 wurde er noch als Orgelbauer erwähnt, um 1890 sprach man nur noch von „Opitzen’s Gasthaus“. Edmund Opitz starb 1925 kinderlos; ein Orgelneubau ist ihm nicht nachzuweisen. Edmunds Bruder Bruno starb bereits im Alter von 27 Jahren im Jahre 1878.

## Werk
Christoph Opitz zählte Mitte des 19. Jahrhunderts zusammen mit Carl Ernst Poppe zu den die Orgellandschaft der Altenburger Gegend am meisten prägenden Orgelbauern. Insgesamt schuf Opitz 33 neue Orgeln.
Er hatte immer versucht, Neuerungen einzuführen. Auch gab er sich offen und schrieb an Pfarrer wie Pfarrer Alberti in Hohenleuben, welche Neuerungen er in dem Orgelneubau verwenden würde, falls er den Auftrag erhielte. Er war aber auch so selbstbewusst, dass er dem Pfarrer ans Herz legte, dass dieser doch darauf achten sollte, dass der andere Orgelbauer diese Neuerungen auch in seinem Neubau verwenden sollte, falls Opitz selbst den Auftrag nicht erhielt.

## Nachgewiesene Arbeiten
In der fünften Spalte der Tabelle bezeichnet die römische Zahl die Anzahl der Manuale, ein großes „P“ ein selbstständiges Pedal und die arabische Zahl in der sechsten Spalte die Anzahl der klingenden Register.
| Jahr | Ort              | Kirche                  | Bild | Manuale | Register | Anmerkungen                                                            |
| ---- | ---------------- | ----------------------- | ---- | ------- | -------- | ---------------------------------------------------------------------- |
| 1844 | Mehna            | Dorfkirche Mehna        |      | II/P    | 14       | sein erstes eigenständiges Werk; um 1965 ersetzt                       |
| 1845 | Mohlis           | Dorfkirche Mohlis       |      | I/P     | 6        | weitgehend erhalten                                                    |
| 1847 | Göllnitz         | Dorfkirche              |      | II/P    | 16       | nach 1923 Änderung der Disposition                                     |
| 1847 | Bad Köstritz     | Ev.-luth. Kirche        |      | II/P    | 18       |                                                                        |
| 1848 | Hainspitz        | Dorfkirche Hainspitz    |      | II/P    | 14       | erhalten                                                               |
| 1849 | Geußnitz         | Dorfkirche              |      | II/P    | 13       |                                                                        |
| 1852 | Hohenleuben      | Stadtkirche Hohenleuben |      | II/P    | 25       | erhalten                                                               |
| 1853 | Frankenau        | Frankenauer Kirche      |      | I/P     | 7        | erhalten                                                               |
| 1855 | Jonaswalde       | Kirche Jonaswalde       |      | II/P    | 13       | erhalten                                                               |
| 1857 | Nauendorf        | Evangelische Kirche     |      | II/P    | 9        | erhalten                                                               |
| 1858 | Heyersdorf       | Dorfkirche              |      | II/P    | 11       | original erhalten                                                      |
| 1859 | Mennsdorf        | Dorfkirche              |      | I/P     | 7        |                                                                        |
| 1861 | Rudelswalde      | St. Katharinen          |      | I/P     | 8        |                                                                        |
| 1862 | Reichstädt       | Kirche Reichstädt       |      | II/P    | 12       | erhalten                                                               |
| 1862 | Paitzdorf        | Ev.-luth. Kirche        |      | II/P    | 17       |                                                                        |
| 1863 | Gauern           | Kirche Gauern           |      | I/P     | 7        | erhalten                                                               |
| 1863 | Dobitschen       | Ev.-luth. Kirche        |      | II/P    | 20       | erhalten                                                               |
| 1865 | Mannichswalde    | Ev.-luth. Kirche        |      | II/P    | 12       |                                                                        |
| 1865 | Dürrenebersdorf  | Dorfkirche              |      | I/P     | 10       | erhalten                                                               |
| 1866 | Gleina           | Evangelische Kirche     |      | I/P     | 9        |                                                                        |
| 1866 | Buchheim         | Evangelische Kirche     |      | II/P    | 15       | erhalten                                                               |
| 1867 | Thieschitz       | Evangelische Kirche     |      | II/P    | 14       | Umbau                                                                  |
| 1869 | Sommeritz        | Dorfkirche              |      | I/P     | 9        | erhalten                                                               |
| 1870 | Weißbach         | Ev.-luth. Kirche        |      | II/P    | 11       | Gehäuse, Klaviatur und Windanlage in Vollmershain, Dorfkirche erhalten |
| 1871 | Bröckau          | Evangelische Kirche     |      | II/P    | 11       |                                                                        |
| 1871 | Altkirchen       | Dorfkirche Altkirchen   |      | II/P    | 26       | sein größtes Werk, weitgehend erhalten                                 |
| 1871 | Serba            | Evangelische Kirche     |      | II/P    | 17       |                                                                        |
| 1872 | Niederschindmaaß | Ev.-luth. Kirche        |      | II/P    | 13       |                                                                        |
| 1872 | Altenburg        | Lehrerseminar ?         |      | II/P    |          |                                                                        |
| 1876 | Taltitz          | Dorfkirche              |      | II/P    | 16       | mit Kegelladen; 1953 und 1984 Änderungen der Disposition → Orgel       |
| 1877 | Braunichswalde   | Ev.-luth. Kirche        |      | II/P    | 18       |                                                                        |
| 1878 | Rositz           | Evangelische Kirche     |      | II/P    | 20       |                                                                        |
| 1879 | Jauern           | Dorfkirche              |      | I/P     | 6        | sein letzter Auftrag; erhalten                                         |